# Jacob Duncan
Jacob Duncan (død december 1685 i Altona) var en dansk officer.

## Karriere
Han var skotte af fødsel og søgte som så mange af hans landsmænd fra ung af sin lykke i udenlandsk krigstjeneste. I Sverige blev han 1657 ritmester og var blevet oberstløjtnant i den svenske hær, da han 1672 drog til Danmark, hvor man i forvisning om, at en krig med Sverige ikke kunne lade vente længe på sig, med åbne arme modtog mænd, der som Duncan havde erhvervet sig et anset navn i fremmede hære. Han fik straks bestalling som oberst til hest, blev kort derefter chef for Fynske nationale Rytterregiment, og da dette ved krigens udbrud deltes i to, beholdt Duncan det 1. af dem. Han hvervede tillige et dragonkompagni og forfremmedes til generalmajor; derhos nævnes han som "Gouvernør over Fyns Land", hvad der vel kan have rimelighed, da der fandtes en slig militær kommandopost for hver landsdel. I felttoget i Mecklenburg 1675 kommanderede Duncan en rytterbrigade og indtog bl.a. grænsefæstningen Triebsees i Svensk Pommern. Også i Skåne 1676 udmærkede han sig i begyndelsen som en heldig partigænger, og da man fra Landskrone besluttede at detachere et korps til Halland, bestemtes Duncan med 3000 mand af alle våben dertil. Som Duncan bedst belejrede Halmstad, blev han overrasket ved efterretningen om, at Carl XI med en overlegen styrke ilede til for at afskære ham fra den danske hovedhær. Duncan hævede belejringen og trak sig bort i retning af Laholm, men ved Fyllebro spærrede fjenden ham vejen 17. august. De danske tropper kæmpede tappert, og en del huggede sig igennem, men føreren viste en sådan rådvildhed og ubehjælpsomhed, at han efter en kort modstand så sig tvungen til en kapitulation i åben mark. Da Duncan kom tilbage fra fangenskabet (hvor Carl XI havde behandlet ham godt, skønt han i sin tid havde lovet ikke at kæmpe mod Sverige), viste Christian V sig dog nådig imod ham, måske i erkendelse af, at strategiske fejlgreb fra overledelsens side ikke var uden skyld i hans uheldige situation.

### I Norge
Duncan blev nu sendt til Norge og kommanderede i de sidste år af Gyldenløvefejden de norske ryttere og dragoner, således i sommeren 1678 ved den mislykkede belejring af Båhus og 1679 ved undsætningen af Uddevalla, som de norske holdt besat. Den mellemliggende vinter førte Duncan et af de strejfkorps, som Ulrik Frederik Gyldenløve sendte ind i Sverige som gengældelse for den svenske general Carl Larsson Sparres hærgningstog i det nordenfjeldske; Duncan skændte og brændte langt inde i Værmeland, gjorde rigt bytte og mange fanger. Ved mobiliseringen 1683 blev han kaldt ned fra Norge; han blev dekoreret med Det hvide Bånd og fik kommando i Holsten. På en rejse, han dernæst foretog til et tysk badested, benyttede han lejligheden til at præsentere sig ved kejserhoffet i Wien; men da dette var sket uden Christian V's tilladelse, tog denne ham det så ilde op, at han i januar 1685 gav Duncan afsked med pension. I december samme år afgik Duncan ved døden i Altona.
Hans hustru, der havde delt felttog og fangenskab med ham, hed Maria Sofia Maclean (Makeléer) (1640-1721), datter af købmand i Göteborg og kgl. svensk kommissarie Sir John Maclean, baronet (død 1666, gift 2. gang 1655 med Lilian Hamilton, død 1658, gift 3. gang med Anna Thomson, død 1677, enke efter oberst Johan Gordon, 1617-1653) og Anna Gubbertz (død 1653).
Han er begravet i Kristine kyrka i Göteborg.